# Chiesa di San Pantaleone (Reggio Emilia)
La chiesa di San Pantaleone è un edificio religioso sito in via San Pantaleone a Codemondo, nel comune di Reggio Emilia. È sede dell'omonima parrocchia del vicariato urbano della diocesi di Reggio Emilia-Guastalla.

## Storia e descrizione
La chiesa parrocchiale di Codemondo, posta su un colle al di sopra della provinciale per Cavriago, fu edificata dai Pratonieri come oratorio del Quaresimo, antico nome del nucleo frazionale a ridosso dell'omonimo rio che tuttora attraversa la villa. Citata per la prima volta in un documento del 1431, venne nominata parrocchia nel 1597, anche se gli annuari diocesani indicano un'ufficiale autonomia parrocchiale di Codemondo dall'aprile 1825, grazie all'unione di territori un tempo soggetti alle chiese di Cavriago, Pieve Modolena e San Bartolomeo. La torre fu eretta nel 1843 e l'attuale facciata tra il 1851 ed 1862.
La facciata, tripartita, è suddivisa da sottili lesene con frontispizio triangolare in vertice coronato da acroteri. Al suo interno, nell'abside, c'è il quadro di san Pantaleone con san Genesio e la Madonna della Ghiara attribuito ad un ignoto seicentesco. Negli altari minori sono presenti le statue dell'Immacolata, dell'Addolorata e di san Luigi Gonzaga e le tele dell'Assunta, del Transito di san Giuseppe e Gesù in croce. Nella cantoria vi è un quadro della Madonna della Rosa di un pittore prossimo a Sisto Badalocchio.